# Raimerlau
Raimerlau ist eine osttimoresische Aldeia im Suco Foho-Ai-Lico (Verwaltungsamt Hato-Udo, Gemeinde Ainaro). 2015 lebten in der Aldeia 455 Menschen.

## Geographie und Einrichtungen
Die Aldeia Raimerlau liegt im Nordosten von Foho-Ai-Lico. Südwestlich befindet sich die Aldeia Lebo-Mera und nordwestlich die Aldeia Baha. Im Süden und Osten grenzt Raimerlau an das Verwaltungsamt Same (Gemeinde Manufahi). Im Nordosten bildet den Grenzfluss der Aiasa. Am anderen Ufer liegt die Aldeia Lapuro (Suco Babulo). Der Aiasa mündet in den Caraulun, den Grenzfluss im Osten und Süden. Hier grenzt Raimerlau an den Suco Betano.
Nach Nordosten markiert die südliche Küstenstraße Osttimors, die hier etwas weiter landeinwärts verläuft, den Grenzverlauf zu den Nachbar-Aldeias. Daher liegen die Ortschaften an der Straße nur zum Teil in der Aldeia Raimerlau. Diese geteilten Orte sind Kulolola, Beko und Kaisera (Caisero, Caesero). Von Beikala aus führt eine Straße nach Norden, an der sich Gebäude bis an den Aiasa heran verteilen. Am Caraulun liegen weitere kleine Siedlungen.
Auf dem Gebiet von Raimerlau befindet sich die Kapelle von Kaisera.

## Politik
2023 wurde Rui Teti Tilman zum Chefe de Aldeia gewählt.